# Joanna (filme)
Joanna é um filme-documentário em curta-metragem polonês de 2014 dirigido e escrito por Aneta Kopacz. A obra, que segue uma jovem com câncer, foi indicada ao Oscar de melhor documentário de longa-metragem na edição de 2015.

## Prêmios e indicações
- Indicado: Oscar de melhor documentário de longa-metragem (2015)